# Хайндмарш (река)
Хайндмарш (англ. Hindmarsh River) — река в Южной Австралии, протекающая по полуострову Флёрьё. Впадает в залив Энкантер.

## География
Исток Хайндмарша расположен на хребте Маунт-Лофти на высоте 257 м над уровнем моря ниже посёлка Маунт-Кон. Река течёт в основном на юг к востоку через долину Хайндмарш, прежде чем достигает устья и впадает в бухту Энкантер в городе Виктор-Харбор. Длина русла — 22,9 км.

## Название
Река названа в честь контр-адмирала сэра Джона Хайндмарша (1785—1860), первого губернатора Южной Австралии с 28 декабря 1836 года до 16 июля 1838 года.